# Futbol'nyj Klub Fakel Voronež 2016-2017
Questa voce raccoglie le informazioni riguardanti il Futbol'nyj Klub Fakel Voronež nelle competizioni ufficiali della stagione 2016-2017.

## Stagione
Al secondo anno in seconda serie la squadra peggiorò il risultato della precedente stagione ottenendo il decimo posto finale.

## Rosa
| N. |                     | Ruolo | Calciatore         |
| -- | ------------------- | ----- | ------------------ |
| 1  | Russia (bandiera)   | P     | Aleksandr Sautin   |
| 5  | Russia (bandiera)   | D     | Dmitri Ivanov      |
| 6  | Russia (bandiera)   | C     | Dmitriy Kayumov    |
| 9  | Russia (bandiera)   | C     | Ivan Nagibin       |
| 13 | Russia (bandiera)   | D     | Vitaliy Shakhov    |
| 16 | Russia (bandiera)   | P     | Aleksandr Kobzev   |
| 17 | Russia (bandiera)   | A     | Mikhail Biryukov   |
| 18 | Russia (bandiera)   | D     | Aleksey Kurilov    |
| 19 | Russia (bandiera)   | A     | Dmitri Michurenkov |
| 22 | Russia (bandiera)   | D     | Ivan Drannikov     |
| 23 | Lettonia (bandiera) | A     | Ivans Lukjanovs    |
| 27 | Russia (bandiera)   | D     | Dmitri Tikhiy      |
| 55 | Russia (bandiera)   | D     | Maksim Osipenko    |
| 71 | Russia (bandiera)   | D     | Mikhail Bagaev     |

| N. |                     | Ruolo | Calciatore            |
| -- | ------------------- | ----- | --------------------- |
| 87 | Russia (bandiera)   | A     | Nikita Satalkin       |
| 88 | Lettonia (bandiera) | P     | Vitalijs Melnicenko   |
| 89 | Ucraina (bandiera)  | A     | Oleksandr Kasyan      |
| 90 | Russia (bandiera)   | A     | Ivan Solovjev         |
| 91 | Russia (bandiera)   | C     | Viktor Svezhov        |
| 93 | Russia (bandiera)   | D     | Georgi Burnash        |
| -  | Russia (bandiera)   | D     | Bunyamudin Mustafaev  |
| -  | Russia (bandiera)   | C     | Aleksandr Troshechkin |
| -  | Russia (bandiera)   | C     | Artur Rylov           |
| -  | Russia (bandiera)   | C     | Andrey Murnin         |
| 10 | Russia (bandiera)   | A     | Il'nur Al'šin         |
| -  | Russia (bandiera)   | A     | Ruslan Bolov          |
| -  | Russia (bandiera)   | A     | Seyt-Daut Garakoev    |
| -  | Russia (bandiera)   | A     | Aleksandr Kozlov      |

## Risultati

### Pervenstvo Futbol'noj Nacional'noj
| Arbitro: | Aleksey Matyunin |

|                          |           |                                          |
| Sergey Zuykov 69’ (rig.) | Marcatori | 42’ Mikhail Biryukov 52’ Ivans Lukjanovs |

| Arbitro: | Mikhail Vilkov |

|                     |           |  |
| Mikhail Biryukov 3’ | Marcatori |  |

| Arbitro: | Igor Fedotov |

|  |           |                                       |
|  | Marcatori | 16’ Nikita Satalkin 47’ Andrey Murnin |

| Arbitro: | Denis Shpilev |

|                     |           |                    |
| Nikita Satalkin 29’ | Marcatori | 19’ Pavel Yakovlev |

| Arbitro: | Stanislav Vasiljev |

|                                                                     |           |                     |
| Andrey Buyvolov 7’ Anton Zabolotnyi 19’ Anton Zabolotnyi 65’ (rig.) | Marcatori | 38’ Ivans Lukjanovs |

| Arbitro: | Nikolay Voloshin |

|                                                                |           |  |
| Ivans Lukjanovs 10’ Nikita Satalkin 15’ Nikita Satalkin 45'+3’ | Marcatori |  |

| Arbitro: | Sergey Kulikov |

|                    |           |                   |
| Denys Dedechko 11’ | Marcatori | 41’ Dmitri Ivanov |

| Arbitro: | Pavel Kukuyan |

|                                                   |           |  |
| Aleksandr Yarkovoy 55’ (aut.) Nikita Satalkin 88’ | Marcatori |  |

| Arbitro: | Andrey Fisenko |

|                     |           |                     |
| Nikita Glushkov 34’ | Marcatori | 24’ Vitaliy Shakhov |

| Arbitro: | Igor Panin |

|                             |           |                                                    |
| Mikhail Biryukov 44’ (rig.) | Marcatori | 35’ Maksim Astafjev 41’ (rig.) Aleksandr Degtyarev |

| Krasnodar 3 settembre 2016, ore 18:00 11ª giornata | Kuban'         | 0 – 0 referto | Fakel Voronež | Stadio Kuban' (5.324 spett.)\| Arbitro: \| Aleksey Sukhoy \| |
| Arbitro:                                           | Aleksey Sukhoy |               |               |                                                              |

| Arbitro: | Sergey Lapochkin |

|                        |           |                                          |
| Leonid Reshetnikov 90’ | Marcatori | 71’ Ruslan Bolov 83’ (rig.) Ruslan Bolov |

| Arbitro: | Evgeni Turbin |

|                      |           |                                     |
| Mikhail Biryukov 82’ | Marcatori | 14’ Vitali Galysh 37’ Vitali Galysh |

| Arbitro: | Vasili Kazartsev |

|  |           |                                     |
|  | Marcatori | 72’ Artur Rylov 79’ Vitaliy Shakhov |

| Voronež 2 ottobre 2016, ore 15:00 15ª giornata | Fakel Voronež   | 0 – 0 referto | Tjumen' | Stadio Centrale (4.200 spett.)\| Arbitro: \| Yuri Aponasenko \| |
| Arbitro:                                       | Yuri Aponasenko |               |         |                                                                 |

| Arbitro: | Aleksey Matyunin |

|                                           |           |  |
| Artur Maloyan 30’ Vladimirs Kamess 90'+3’ | Marcatori |  |

| Arbitro: | Aleksandr Egorov |

|                                          |           |                     |
| Mikhail Biryukov 30’ Vitaliy Shakhov 71’ | Marcatori | 8’ Kirill Panchenko |

| Kaliningrad 22 ottobre 2016, ore 16:00 18ª giornata | Baltika          | 0 – 0 referto | Fakel Voronež | Stadio Baltika (900 spett.)\| Arbitro: \| Artem Chistyakov \| |
| Arbitro:                                            | Artem Chistyakov |               |               |                                                               |

| Arbitro: | Timur Arslanbekov |

|                             |           |  |
| Mikhail Biryukov 55’ (rig.) | Marcatori |  |

| Arbitro: | Roman Galimov |

|                  |           |                                                   |
| Zalim Makoev 78’ | Marcatori | 45'+2’ Aleksandr Troshechkin 57’ Mikhail Biryukov |

| Arbitro: | Sergej Ivanov |

|  |           |                        |
|  | Marcatori | 61’ Sergey Ponomarenko |

| Arbitro: | Nikolay Voloshin |

|                           |           |  |
| Ivan Drannikov 44’ (aut.) | Marcatori |  |

| Voronež 19 novembre 2016, ore 15:00 23ª giornata | Fakel Voronež  | 0 – 0 referto | Tosno | Stadio Centrale (2.800 spett.)\| Arbitro: \| Aleksey Sukhoy \| |
| Arbitro:                                         | Aleksey Sukhoy |               |       |                                                                |

| Arbitro: | Pavel Shadykhanov |

|                                                                                              |           |  |
| Aleksandr Alumona 4’ Aleksandr Alumona 43’ (rig.) Denis Dorozhkin 58’ Andrey Chasovskikh 72’ | Marcatori |  |

| Voronež 8 marzo 2017, ore 16:00 25ª giornata | Fakel Voronež | 0 – 0 referto | SKA-Chabarovsk | Stadio Centrale (5.500 spett.)\| Arbitro: \| Pavel Kukuyan \| |
| Arbitro:                                     | Pavel Kukuyan |               |                |                                                               |

| Chimki 12 marzo 2017, ore 14:00 26ª giornata | Chimki           | 0 – 0 referto | Fakel Voronež | Stadio Rodina (1.080 spett.)\| Arbitro: \| Dmitri Nedvizhay \| |
| Arbitro:                                     | Dmitri Nedvizhay |               |               |                                                                |

| Arbitro: | Pavel Shadykhanov |

|                                         |           |  |
| Maksim Osipenko 22’ Nikita Satalkin 90’ | Marcatori |  |

| Arbitro: | Nikolay Voloshin |

|                                    |           |  |
| Ilya Petrov 10’ Evgeniy Osipov 50’ | Marcatori |  |

| Arbitro: | Timur Arslanbekov |

|                                             |           |                                                   |
| Aleksandr Troshechkin 47’ Dmitri Tikhiy 54’ | Marcatori | 68’ Spartak Gogniev 90'+3’ (rig.) Spartak Gogniev |

| Arbitro: | Anton Anopa |

|                                                               |           |                                       |
| Aleksey Kurilov 28’ Oleksandr Kasyan 64’ Oleksandr Kasyan 84’ | Marcatori | 7’ Mikhail Petrolay 52’ Aleksey Babyr |

| Arbitro: | Sergey Kulikov |

|                                                     |           |                    |
| Aleksandr Manukovskiy 58’ Aleksandr Manukovskiy 62’ | Marcatori | 6’ Maksim Osipenko |

| Arbitro: | Vasili Kazartsev |

|                     |           |  |
| Vitaliy Shakhov 57’ | Marcatori |  |

| Arbitro: | Artem Chistyakov |

|                                                                            |           |                      |
| Khasan Mamtov 66’ (rig.) Khasan Mamtov 72’ (rig.) Khasan Mamtov 81’ (rig.) | Marcatori | 17’ Oleksandr Kasyan |

| Arbitro: | Vitali Meshkov |

|  |           |                                                                  |
|  | Marcatori | 15’ (aut.) Dmitri Tikhiy 43’ Vladimirs Kamess 44’ Sergey Samodin |

| Arbitro: | Roman Galimov |

|  |           |                      |
|  | Marcatori | 79’ Oleksandr Kasyan |

| Arbitro: | Nikolay Voloshin |

|                     |           |                                           |
| Dmitriy Kayumov 65’ | Marcatori | 58’ Aleksey Kontsedalov 70’ Artem Serdyuk |

| Arbitro: | Evgeni Kukulyak |

|                   |           |                      |
| Aleksey Evseev 6’ | Marcatori | 70’ Mikhail Biryukov |

| Arbitro: | Aleksey Sukhoy |

|  |           |                             |
|  | Marcatori | 79’ (rig.) Aleksey Sutormin |

### Kubok Rossii
| Arbitro: | Pavel Shadykhanov |

|  |           |                         |
|  | Marcatori | 108’ Seyt-Daut Garakoev |

| Arbitro: | Stanislav Vasiljev |

|                           |                      |                    |
| Aleksandr Troshechkin 33’ | Marcatori            | 57’ Igor Lebedenko |
|                           | Tiri di rigore 4 – 6 |                    |